# SCK CEN
 (décembre 2021).
Si vous disposez d'ouvrages ou d'articles de référence ou si vous connaissez des sites web de qualité traitant du thème abordé ici, merci de compléter l'article en donnant les références utiles à sa vérifiabilité et en les liant à la section « Notes et références ».
Le SCK CEN (abréviation du néerlandais : Studiecentrum voor kernenergie ou Centre d'étude de l'énergie nucléaire, jusqu'en 2020 stylisé SCK•CEN) est un centre de recherche nucléaire belge, installé sur la commune de Mol dans la province d'Anvers.

## Histoire
Le 24 avril 1946, sous l'impulsion de la FNRS, l'Institut interuniversitaire de physique nucléaire est créé sous la présidence de Marc de Hemptinne. Les principaux travaux de cet institut portent sur la recherche sur le graphite en tant que modérateur et la production d'uranium raffiné. Néanmoins l’Atomic Energy Act de 1946 de Brien McMahon limite rapidement les échanges scientifiques avec les États-Unis. Il est remplacé en 1951 par le Commissariat à l'énergie atomique de Belgique, dont le premier Haut-commissaire est Pierre Ryckmans.
Le 9 avril 1952 est constitué le Centre d'étude pour les applications de l'énergie nucléaires (CEAEN), initialement localisé à Rhode-Saint-Genèse, dans les locaux actuels de Institut von Karman, avant de s'installer à Mol en 1958. En 1957, un établissement d'utilité publique est créé, qui remplace le CEAEN l'année suivante, et prend le nom de SCK/CEN.
Cette section est promotionnelle ou publicitaire (octobre 2022). Considérez son contenu avec précaution et/ou discutez-en.
Le SCK CEN cherche des solutions aux défis sociaux dans les domaines de la sécurité, de la santé et de la durabilité. En tant que centre de recherche de premier plan au niveau international, il travaille sur des technologies permettant de contrôler la sûreté des installations nucléaires existantes, d'accroître la sûreté des installations futures et de protéger les personnes et l'environnement.

## Infrastructure
Le centre de Mol comprend plusieurs réacteurs nucléaires. Les premiers réacteurs sont surnommé BR pour Belgian Reactors. La construction de ces réacteurs fait suite à un accord conclu le 26 septembre 1944, entre les Etats-Unis, le gouvernement Belge (en exil à Londres) et les Britanniques,. Cet accord assurait aux Américains un approvisionnement en Uranium en provenance de la mine de Shinkolobwe exploitée par l'Union minière du Haut-Katanga, en échange d’un partage de connaissances.

### BR-1
Le Belgian Reactor - one (BR-I) est un réacteur expérimental uranium naturel/graphite refroidi par air d'une puissance de quelques milliers de kilowatts. Il fut rendu critique le 11 mai 1956.
Cette première réalisation est une conséquence directe de la participation de la Belgique au Projet Manhattan via la fourniture d'uranium en provenance de la mine de Shinkolobwe exploitée par l'Union minière du Haut-Katanga. C'est la suite des négociations entre les Américains et les Belges dès 1939, avec Edgar Sengier de l'Union Minière, d'une part, et le gouvernement belge en exil à Londres durant la Seconde Guerre mondiale, d'autre part, qui voulaient donner une place de choix à la Belgique dans l'effort de guerre allié tout en préparant l'encore confidentielle industrie nucléaire.[réf. nécessaire]

### BR-2
Le BR2 (Belgian Reactor nr 2) est un réacteur d'essai de matériaux (MTR pour Material Testing Reactor) à très haut flux. Sa géométrie particulière (cœur et canaux en hyperboloïde de révolution) lui donne un cœur compact et donc un flux neutronique très élevé. C'est un des trois réacteurs au monde présentant le plus haut flux de neutrons[réf. nécessaire] (> 10 × 1015 n cm−2 s−1). Il sert principalement à tester des matériaux de structure pour les réacteurs existants, pour les réacteurs du futur (Génération IV et fusion) et pour les nouveaux réacteurs d'essais, ainsi qu'à tester de nouveaux types de combustibles pour des réacteurs nucléaires de tous types. Le BR2 sert également à la production d'isotopes radioactifs (radioisotopes à usage industriel et médical, traités à l'IRE de Fleurus.

#### Projet MYRRHA
Il devrait être remplacé par le réacteur MYRRHA, un projet de machine d'irradiation à spectre rapide expérimental, aussi flexible que le BR2, mais qui élargira les possibilités de recherche du BR2. MYRRHA est un projet belge (financé par la Belgique pour 40 %), soutenu par l’Europe dans le cadre du programme ESFRI (European Strategy Forum on Research Infrastructures)  mais qui doit encore trouver son financement et un premier avis de sûreté est attendu pour 2014. Ce réacteur sous-critique de 100 mégawatts sera piloté par un accélérateur linéaire délivrant 600 MeV d'énergie et 4 mA de courant.
Alors que c'est le sodium liquide (dangereux en cas d'incendie) qui est le caloporteur de référence dans le domaine des réacteurs à spectre rapide, c'est le plomb, ou plomb-bismuth (toxiques) qui pourraient être testés pour MYRRHA (le mélange plomb-bismuth a une température de fusion de 123 °C, soit moins que les 370 °C nécessaires à faire fondre le plomb pur). La température d'ébullition du caloporteur étant de 1 700°C, le plomb offrirait une meilleure sûreté intrinsèque pour la chaleur résiduelle. Dans tous les cas, des problèmes sont encore à résoudre : la corrosion, les conditions de réparabilité et de maintenabilité ainsi que d'inspection des installations en service. Ces dernières doivent en effet supporter des températures de 400 à  500 °C et un environnement radioactif. De plus, les senseurs (type contrôle en continu) disponibles en 2011 ne sont plus fiables au-delà de 180−200 °C, le sodium devient très dangereux en présence d’eau et le plomb bismuthé ou le plomb sont très toxiques notamment sous forme vapeur. Le fluide caloporteur sera opaque aux rayons X et pourra gêner l’utilisation des ultrasons. Des questions de gestion des risques d'accident nucléaire doivent donc encore être maîtrisés.
Ses promoteurs espèrent des recherches fondamentales ou appliquées sur la fission, la fusion, le silicium dopé, la santé (production de radio-isotopes) sont attendues dans ce réacteurs .
En septembre 2012, des chercheurs du SCK CEN ont annoncé une technique de retraitement du combustible nucléaire qui diminuerait drastiquement le temps de demi-vie des matériaux radioactifs. Ils proposent de bombarder les matériaux de neutrons rapides produits par un accélérateur de particules, ce qui transmuterait les matériaux bombardés.

### BR-3
Le BR-3 (Belgian Reactor 3) était un réacteur à eau pressurisée (REP, ou PWR en anglais), le type le plus courant de centrales nucléaires existant actuellement au monde. Il s'agit de la première centrale exportée par la firme Westinghouse Electric en fin des années 1950. Rendu critique en 1962, il a été définitivement arrêté en 1987 après 25 ans de fonctionnement. Il a principalement servi à l'entrainement des opérateurs des futures centrales belges, puis à des essais de combustibles nucléaires avancés en conditions réelles. En 1963 se produit le premier chargement de combustible MOX dans le réacteur BR-3.
En 1989, le BR-3 a été choisi comme projet-pilote européen de démantèlement, par la Commission européenne. Il a notamment été le premier au monde dont la cuve du réacteur a été retirée en un seul bloc puis démantelée à distance et sous eau[réf. nécessaire]. Le BR-3 est, en 2009, dans la phase finale de démantèlement, et a permis de développer de nombreuses techniques spécifiques (découpe, décontamination, mesures...) utiles au démantèlement de centrales de puissance.